# Lorenzo Sanz
Lorenzo Sanz Mancebo, född 19 april 1943 i Madrid, död 21 mars 2020 i Madrid, var en spansk affärsman. Han var klubbpresident för Real Madrid och ägare av Málaga CF där hans son Fernando är klubbpresident.
Sanz tillträdde som president i Real Madrid den 26 november 1995 efter att Ramón Mendoza tvingats avgå på grund av klubbens stora ekonomiska bekymmer. Sanz försökte vända den negativa trenden genom att värva storspelare och världsstjärnor som Davor Suker och Predrag Mijatovic. Detta ledde till att Real Madrid vann Champions League för första gången sedan 1966, både år 1998 och 2000. Hur som helst räckte inte succén i Champions League för att täcka de finansiella problemen som fortfarande fanns i klubben och i presidentvalet 2000 förlorade Sanz mot Florentino Pérez.
Sanz köpte Málaga CF i juli 2006.
Den 21 mars 2020 avled Sanz i sviterna av Covid-19.